# O Idiota
O Idiota (em russo:  Идиот, transl. Idiot) é um dos principais romances de Fiódor Dostoiévski. O romance começou a ser escrito no dia 14 de setembro de 1867 em Genebra e foi concluído em 25 de janeiro de 1869 em Florença. Ele foi inicialmente publicado em folhetim, e não em livro, pela revista O mensageiro russo, tendo sua primeira parte sido publicada em março de 1868 e seus últimos capítulos em fevereiro de 1869.
Na época de elaboração do romance, Dostoiévski estava em situação física e emocional muito precária: eram constantes suas crises de epilepsia, suas dívidas estavam altas e ele perdia o pouco que tinha no jogo, além do mais estava sob forte pressão dos editores e, não bastasse isso, nasceu e morreu prematuramente sua filha Sônia.
O personagem principal de O Idiota é o Príncipe Liév Nikoláievitch Míchkin (ou apenas Príncipe Míchkin), uma ilustração moderna do ideal ético cristão. As maiores influências para a criação do Príncipe Míchkin foram os também cristãos idealizados, porém desta vez retratados como cômicos, Dom Quixote de Cervantes, Pickwick de Dickens e Pangloss de Voltaire. O Príncipe Míchkin, como ideal cristão, também era a forma como Dostoiévski se contrapunha ao niilismo ocidental europeu, por isso o personagem pode ser visto como estando em direta contraposição ao Raskolnikov de Crime e Castigo, uma das principais retratações do tipo niilista por Dostoiévski. O Idiota é entendido como "o romance mais autobiográfico de Dostoiévski", muito pelo fato do autor e do personagem principal serem epilépticos, mas também por ambos terem dificuldades sociais.
O livro foi muito bem recebido pelos críticos da época. O Idiota é considerado pelo crítico estadunidense Harold Bloom uma obra do Cânone Ocidental, juntamente com Crime e Castigo e Memórias do Subsolo.
| “             | E se eu não morrer? Se eu for devolvido à vida? Ah! Que eternidade! | ” |
| — Dostoiévski |                                                                     |   |

## Enredo
O príncipe Míchkin tem 26 anos de idade quando retorna a Petesburgo, após permanecer vários anos em um sanatório na Suíça para tratar da sua epilepsia. Tem-se então o desenrolar da trama cujo tema central recai na problemática do indivíduo puro, superior, que acaba sendo para os demais, numa sociedade corrompida, um idiota, um inadaptado. 

O herói do romance, o humanista e epilético Míchkin, é uma mescla de Cristo e Dom quixote, cuja compaixão sem limites vai se chocar com o desregramento mundano de Rogójin e a beleza enlouquecedoura de Nastácia Filíppovna. Sua bondade e o impacto da sua sinceridade irá revelar ao leitor de forma trágica como em um mundo obcecado por dinheiro, poder e conquistas, o sanatório acaba sendo o único lugar para um santo.
| “             | Oh! Tempo é que não me falta; é inteiramente propriedade minha... | ” |
| — Dostoiévski |                                                                   |   |

## Personagens principais

### Príncipe Liév Nikoláievitch Míchkin (o idiota)
Visto que o mundo contém todo o tipo de espíritos entre o bem e o mal, e, se num extremo pode-se encontrar pessoas abomináveis, infames, corruptas e mais uma quantidade de adjectivos que caracterizam a perversidade, então poderemos ter a certeza de encontrar o príncipe Míchkin sentado no trono no extremo oposto a esta perversidade. Tal como o autor do livro, Míchkin é um doente que sofre de epilepsia, mas não é com certeza por padecer desta condição, o motivo que o fez viver completamente privado de poder racional; o seu apurado senso comum é que o dispensa de necessitar dessa racionalidade que lhe está em falta para poder fazer juízos de valor. Em compensação, é pejado de uma grande generosidade, benevolência e, consequentemente, de muita ingenuidade. No entanto, mesmo acarinhado e bem tratado por todos, embora até sendo visto como um coitadinho devido à sua bondade, não se consegue livrar da chacota e das alfinetadas que frequentemente lhe atiram, como é tão próprio serem lançadas por quem se aproveita da bondade de alguém que, erroneamente, a relacionam com algum tipo de pessoa fraca e débil. Nem suspeitam pois que, por ser conotado como um pateta, um idiota debaixo do olhar de toda a gente, o príncipe seja capaz de ser tão esperto que os restantes, quanto mais detentor de uma mente superior, possuindo um dom intuitivo, praticamente profético, capaz de deslindar a essência do espírito sob os rostos de quem o rodeia, o fundo das pessoas, ou seja, a verdadeira índole de cada um e avaliar na perfeição os seus atributos.
Órfão de pais e sendo o último da linhagem dos Míchkin, a história começa quando ele retorna à Rússia para recolher uma herança deixada por um velho amigo e familiar de seu pai.

### Parfion Rogójin
Com esta personagem Dostoievski cria um puro antagonismo relativamente ao príncipe Míchkin. Uma personagem bastante sombria e endinheirada devido ao capital que o seu pai, Semion Parfiónovitch Rogójin, lhe deixou ao falecer. Ele e o príncipe Míchkin conhecem-se logo no início da história, criando-se rapidamente um laço de amizade entre os dois. Todavia, o que neste laço que parecia estar bem atado, mais tarde ir-se-ia enfraquecer e tornar numa competição rival pelo afecto de Nastássia Filíppovna, uma mulher que se intromete na amizade entre as duas figuras principais.

### Nastássia Filíppovna
Se na sua mocidade era já uma mulher culta, de boas maneiras e com uma notável presença de espírito, mais tarde iria mudar radicalmente o seu comportamento. Mesmo ainda antes de a conhecer, foi para o príncipe Míchkin uma das mulheres pela qual ele se apaixona imediatamente, quando, na casa dos Epantchin, fixa o olhar fascinado para um retrato seu. Devido à morte trágica de seus pais, foi ainda na sua meninice acolhida por Tótski juntamente com sua irmã, falecendo também esta última pouco tempo depois. Seria entregue a vários cuidados durante a juventude. Concluída a sua educação tornara-se então numa mulher adulta, portadora de grande beleza e de grande poder de sedução. Prometia muito para o seu futuro. Contudo, a partir do pedido de casamento do príncipe Míchkin, torna-se numa mulher completamente diferente, enigmática.

### Tótski, Afanássi Ivánovitch
É um homem adequado à alta sociedade. Um conservador bem estabelecido e proprietário de numerosas terras, que teve em Nastássia Filíppovna, o papel de orientá-la na sua educação. Enlaça ainda uma grande amizade com o general Epanchin. Sendo o tutor de Nastássia Filíppovna, reparando que ela estava extremamente sozinha na vida, atribui-lhe um dote no valor de setenta e cinco mil rublos. Desejava que ela se case, embora, visse Filíppovna desprendida de tal desejo, permanecendo ela indiferente a vários candidatos altamente classificados. Tótski, conjuntamente o general Epanchin, elaboram uma manobra de casar Filíppovna com Gavrila Ardaliónitch, talvez o único pretendente a quem ela pudesse vir aceitar como marido. E, sendo o próprio Tótski amante da beleza, um entendido no assunto, pretendia assim nesta ocasião casar-se aos cinquenta anos com uma das filhas do general Epanchin.

### Os Epantchin
- Ivan Fiódorovitch Epantchin é um general com cinquenta e seis anos que se sente na fase ideal da sua vida, em pleno gosto por ele próprio e pela sua família. A fortuna avolumada que juntou deveio-se, substancialmente, do dote de sua mulher quando se haviam casado há já muito tempo, arrecadando apenas uns modestos cinquenta rublos. Dote pequeno, embora importante, que lhe veio servir de base fundamental para negócios posteriores. A sua presente actividade lucrativa é arrendar casas e propriedades, e até uma fábrica nos arredores de Petersburgo, da qual é senhor. A sua família numerosa é composta, no momento da história, pela esposa e pelas suas três filhas adultas.[16]

- Lizavéta Prokófievna Epantchiná é a senhora Epantchiná, esposa de Ivan Epantchin. Ela é parente distante do Príncipe Míchkin, a última Princesa Míchkin.[17]

- Aleksandra, Adelaída e Aglaia Epantchiná são as três filhas do casal Epantchin. Umas pequenas princesas, devido à linhagem principesca da mãe. Bonitas, dotadas de cultura e inteligência. Teriam cerca de vinte cinco, vinte e três, e vinte anos respectivamente.[18]

### Os Ívolguin
- General Ívolguin (Ardalion Aleksándrovitch Ívolguin) é o patriarca da família. Um general na reserva, acabado e amigo da bebida, simultaneamente com uma necessidade compulsiva de mentir, pedindo sempre dinheiro emprestado a toda a gente que lhe aparece pela frente para, enfim, gastá-lo todo em bebida.[19]
- Gavrila Ardaliónitch Ívolguin (por vezes Gánia, Gánetchka ou ainda Ganka) é um amigo e secretário do general Epantchin. Sabendo da amizade que este mantinha com Tótski, acabaria para o interesse de todos por ganhar o consentimento de se casar com Nastássia Filíppovna assim que esta desse sua permissão. Ao mesmo tempo que isto, enquanto que Tótski, o general, e ele próprio congeminavam forças para que o enlace se concretizasse, o seu coração pertencia a Aglaia Epantchiná, alimentando esperanças ocultas para que esta findasse qualquer pretensão do seu casamento com Filíppovna.[20]
- Nina Aleksándrovna Ívolguina é a mãe de Gavrila Ardaliónitch. Uma mulher modesta e digna, embora ressequida e amargurada pela sua vida triste e difícil.[21]
- Varvara Ardaliónovna Ívolguina (por vezes Vária) é a  irmã de Gavrila Ardaliónitch.[21]
- Nikolay Ardaliónovich (por vezes Kólia) é o irmão de Gavrila Ardaliónitch. É um miúdo alegre que se dá bem com toda a gente.[22]

### Os Niilistas
- Antíp Burdóvskii[23]
- Vladmímir Doktorénko, sobrinho de Liébediev[23]
- Keller[23]
- Ippolít Tieriéntiev[23]

## Temas
Ao lado do cristianismo, um dos principais temas abordados por Dostoiévski em O Idiota é o niilismo. Neste contexto é afirmado que o povo Russo poderia superá-lo ao agarrar-se ao cristianismo, pois segundo o Príncipe Míchkin, o essência do sentimento religioso não está de forma alguma na razão, e portanto não necessita e não passa pela racionalidade ocidental.
É neste contexto que Dostoiévski compara o Príncipe Míchkin com Dom Quixote.

## Desenvolvimento

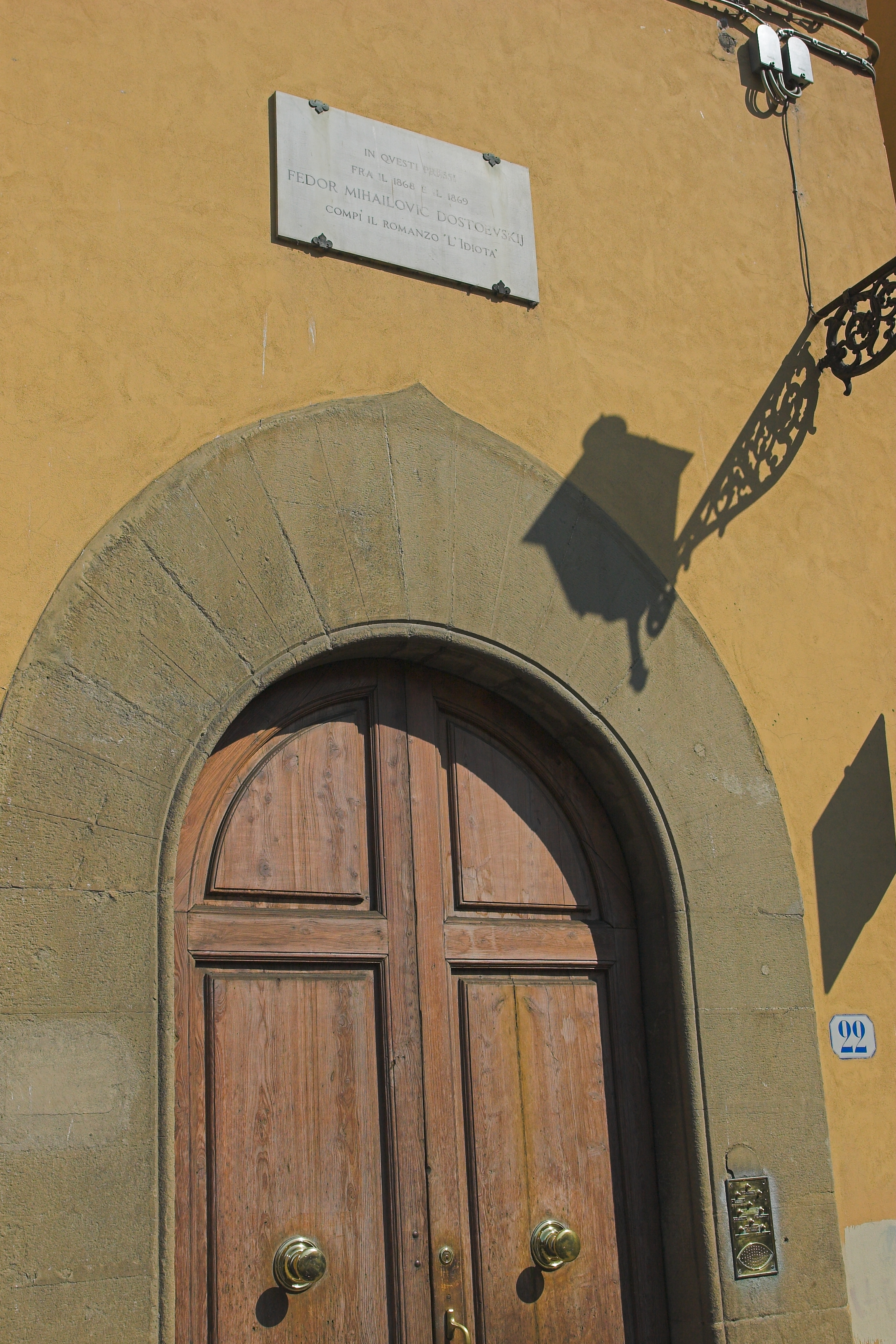
A casa onde Dostoiévski escreveu O Idiota

Dostoiévski viaja pela Europa enquanto trabalhava em O Idiota: escreveu o romance em Genebra, Vevey, Milão e Florença. Foi também um período tumultuado do autor, que escreveu a obra entre ataques de epilepsia, pobreza e vício do jogo. Foi a obra mais difícil de escrever para o autor, com oito diferentes planos e muitas variações de cada um deles. Inclusive o tema principal do romance tal como foi finalizado, a descrição do homem belo, só aparece para o escritor no sétimo plano. Veremos algo sobre estes diferentes planos nesta seção, baseados principalmente nas notas de Dostoiévski para o romance.
| “             | - É verdade que expões o Anticristo? - Dizem. | ” |
| — Dostoiévski |                                               |   |

### Traduções
- DOSTOIÉVSKI, Fiódor (1960). O Idiota. Trad. Boris Schnaiderman. Rio de Janeiro: José Olympio
- DOSTOIÉVSKI, Fiódor (2010). O Idiota. Trad. Paulo Bezerra. Rio de Janeiro: Editora 34. ISBN 85-7326-255-9

- Dostoiévski, Fiódor. O Idiota. Porto : Crisos, 1941.
- Dostoiévski, Fiódor. O Idiota. Porto : Liv. Latina, 1943.
- Dostoiévski, Fiódor. O Idiota. Porto : Progredior, 1944.
- Dostoiévski, Fiódor. O Idiota. Lisboa : Portugália, 1963.
- Dostoiévski, Fiódor. O Idiota. Lisboa : Estúdios Cor. 1969.
- Dostoiévski, Fiódor. O Idiota. Lisboa : Círculo de Leitores, 1976.
- Dostoiévski, Fiódor. O Idiota. Lisboa : Presença, 2001.
- Dostoiévski, Fiódor. O Idiota. Lisboa : Relógio d'Água, 2014.

### Outros textos de Dostoiévski
- DOSTOIÉVSKI, Fiódor (1967). The Notebooks for the Idiot. Trad. Katharine Strelsky. Chicago: Univ. of Chicago. ISBN 9780226159621

### Estudos

#### Artigos
- KRIEGER, Murray. “Dostoevsky's 'Idiot': The Curse of Saintliness,” from The Tragic Vision (New York: Holt, Rinehart and Winston, 1960) pp.209-27
- HINGLEY, Ronald. The Undiscovered Dostoevsky (London: Hamish Hamilton, 1962) pp. 112-13

#### Outros
- BROCA, Brito (1960). Dostoiévski e "O Idiota". In. O Idiota. Rio de Janeiro: José Olympio
- EDITORA (1960). Nota da editora In. O Idiota. Rio de Janeiro: José Olympio
- WASIOLEK, Edward (1967). Introdução In. The Notebooks for The Idiot. Chicago: Universidade de Chicago. ISBN 9780486814148